# Municipio de Reeve (Iowa)
El municipio de Reeve (en inglés: Reeve Township) es un municipio ubicado en el condado de Franklin en el estado estadounidense de Iowa. En el año 2010 tenía una población de 262 habitantes y una densidad poblacional de 2,84 personas por km².

## Geografía
El municipio de Reeve se encuentra ubicado en las coordenadas 42°41′12″N 93°12′9″O / 42.68667, -93.20250. Según la Oficina del Censo de los Estados Unidos, el municipio tiene una superficie total de 92.17 km², de la cual 92,17 km² corresponden a tierra firme y (0 %) 0 km² es agua.

## Demografía
Según el censo de 2010, había 262 personas residiendo en el municipio de Reeve. La densidad de población era de 2,84 hab./km². De los 262 habitantes, el municipio de Reeve estaba compuesto por el 98,85 % blancos, el 0,38 % eran de otras razas y el 0,76 % eran de una mezcla de razas. Del total de la población el 0,76 % eran hispanos o latinos de cualquier raza.